# Hundeluft

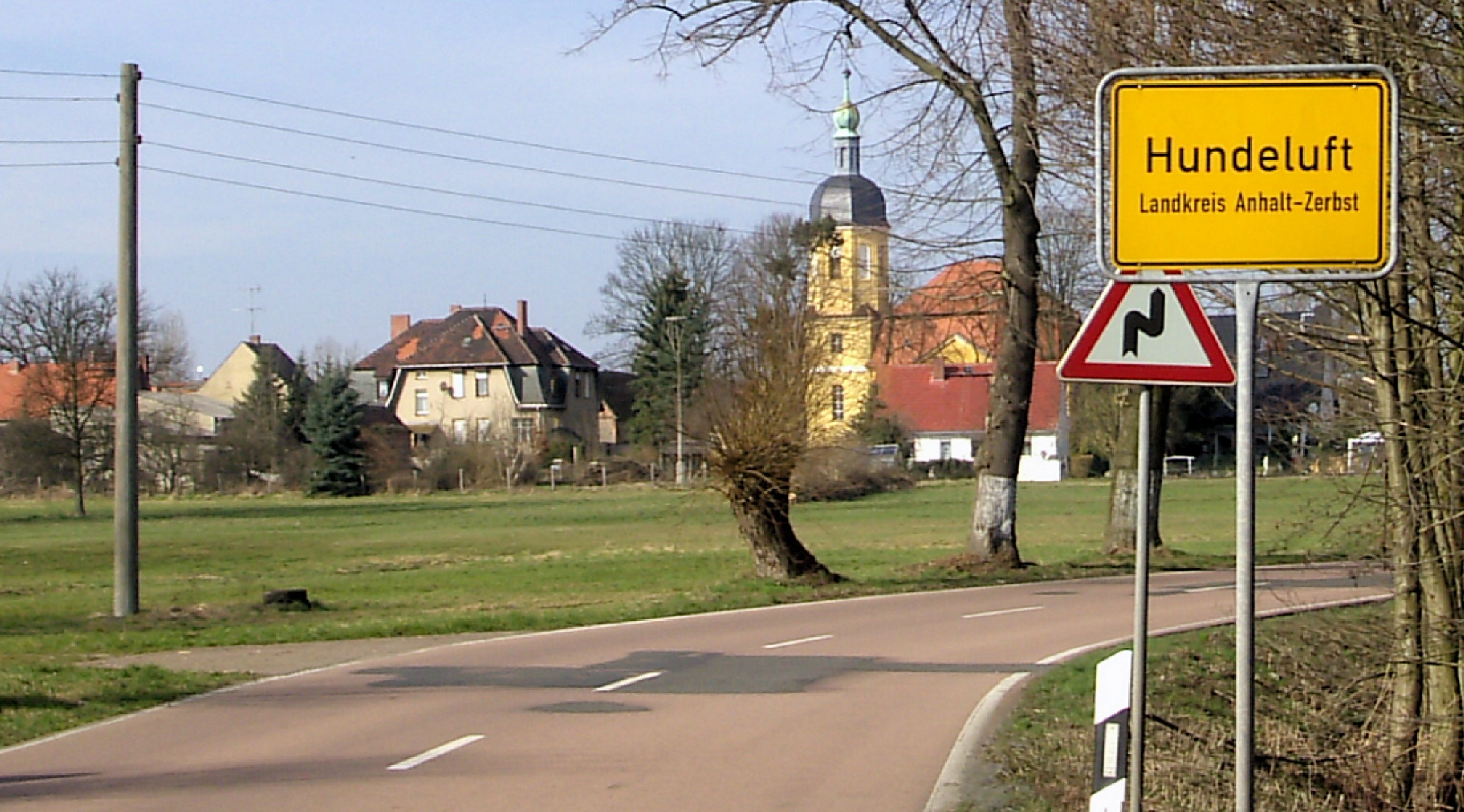
Südlicher Ortseingang von Hundeluft, im Hintergrund die Kirche

Hundeluft ist ein Ortsteil der Stadt Coswig (Anhalt) im Landkreis Wittenberg in Sachsen-Anhalt, Deutschland.

## Geografie
Hundeluft im Südwesten des Fläming liegt im Tal der Rossel. Dieser kleine Fluss entspringt etwa zwölf Kilometer östlich des Ortes und ändert seine Laufrichtung nach Südwesten zur Mündung in die Elbe. Die Umgebung ist sehr waldreich, das Gelände ist durch sanfte Hügel gekennzeichnet. Die Handelsberge südöstlich von Hundeluft erreichen 119 m ü. NN.
Zu Hundeluft gehören die Ortsteile Mühle Hundeluft, Forsthaus Thießen und Gaststätte Erlengrund.
Die nächstgelegenen Städte sind Dessau-Roßlau, Coswig (Anhalt) und Zerbst/Anhalt.

## Geschichte
Im Jahre 1280 erfolgte die erste urkundliche Erwähnung, als die Burg Hundeluft von Johann II. erobert wurde. 1307 erfolgte dann die Ersterwähnung als Dorf mit Rittergut.
1414 wurde die Raubburg Hundeluft von Fürst Albrecht von Zerbst († 1423) erobert. Die Raubritter Cuno und Godemar Walwitz flohen nach Dessau. Burg und Dorf Hundeluft verblieben im Besitz von Fürst Albrecht. Im Jahre 1457 verkauften seine Söhne den Ort Hundeluft mit den dazugehörigen Dörfern Groß- und Kleinwerchnud, Natho, Ragösen, Stegelitz, Konow und Bräsen für 1000 alte Schock Kreuzgroschen als Erblehen an Albrecht von Zerbst.
Im Jahre 1626 wütete die Pest in Hundeluft und benachbarten Dörfern. Ebenso kam es flächendeckend zu Raub, Plünderung und Brandstiftung als Auswirkung des Dreißigjährigen Krieges. 1687 erfolgte eine weitere Teilung des Besitzes der Familie von Zerbst, so dass lediglich Hundeluft, Bräsen und Ragösen zu Hundeluft verblieben. 1735 wurde Hundeluft nebst Zubehör an Fürst Johann August von Anhalt-Zerbst verkauft. 1742 bis 46 entstand die barocke Dorfkirche.
1800 wurde im Gebiet von Hundeluft mit dem Torfstechen begonnen. Um 1890 hatte Hundeluft 300 Einwohner und bestand aus 70 Häusern. 1905 waren es 323 Einwohner. 1911/12 wurde die herzögliche Revierförsterei gebaut. Im Jahre 1927 wurde die erste Brücke über die Rossel in Stahlbetonbauweise eingeweiht. Im gleichen Jahr erhielt Hundeluft Anschluss an das Stromnetz. 1943 wurde kriegsbedingt das Konstruktionsbüro der Junkers Flugzeug- und Motorenwerke nach Hundeluft verlegt. Am 18. April 1945 erreichten amerikanische Truppen Hundeluft und befreiten so den Ort. Der Zweite Weltkrieg forderte unter den Einwohnern 22 Opfer. Am 19. April 1946 richteten marodierende sowjetische Soldaten im Ort ein Blutbad an und töteten dabei 7 Einwohner. 1952 wurde Hundeluft dem Kreis Roßlau im Bezirk Halle zugeordnet.
1994 trat die Gemeinde der Verwaltungsgemeinschaft Rosseltal bei. 1994 erfolgte die Auflösung des Landkreises Roßlau und der Übergang in den Landkreis Anhalt-Zerbst. Im Jahre 2005 wurde der Ort der neugeschaffenen Verwaltungsgemeinschaft Coswig (Anhalt) zugeordnet.
Am 1. Juli 2007 wurde die Gemeinde Hundeluft aufgrund einer Kreisgebietsreform vom ehemaligen Landkreis Anhalt-Zerbst in den Landkreis Wittenberg umgegliedert. Die Selbständigkeit Hundelufts endete am 1. Juli 2009 mit der Eingemeindung nach Coswig (Anhalt). Bis zu diesem Zeitpunkt war Hundeluft eine selbstständige Gemeinde.
Der Ortsname deutet auf das Gelände hin, auf dem die Burgherren ihren Hunden Auslauf gewährten. Aus Hundelauf wurde im Laufe der Zeit Hundeluft.

## Politik

### Bürgermeister
Der letzte Bürgermeister der Gemeinde war Rolf Petrasch.

### Wappen
| | Blasonierung: „Geteilt von Rot und Silber; oben (2:1) silberne Rosen, unten ein roter laufender Hund über grünem Boden.“ |
| Wappenbegründung: Die Farben des Ortes sind Rot / Weiß (Silber). Der Ortsname wird in den einzelnen verfügbaren Quellen verschieden zu erklären versucht. Keine unter den Erklärungen ist eindeutig beweisbar. Um einen Streit unter den Verfechtern unterschiedlicher Namensdeutungen zu vermeiden, hat die Gemeinde auf ein redendes Wappen zurückgegriffen. Der laufende Hund steht also für den Ortsnamen Hundeluft. Eine Einmaligkeit des Wappens soll durch die drei Rosen aus dem Familienwappen der Edelherren zu Zerbst geschaffen werden. Deren Herrschaft in Hundeluft über drei Jahrhunderte hinweg ist geschichtlich belegt. Die Farben Anhalts sind bewusst gewählt, um den territorialen Bezug des Wappens zu verdeutlichen. Das Wappen wurde am 18. März 1993 durch das Regierungspräsidium Dessau genehmigt und im Landesarchiv Sachsen-Anhalt unter der Wappenrollennummer 3/1993 registriert. | |

## Sehenswürdigkeiten

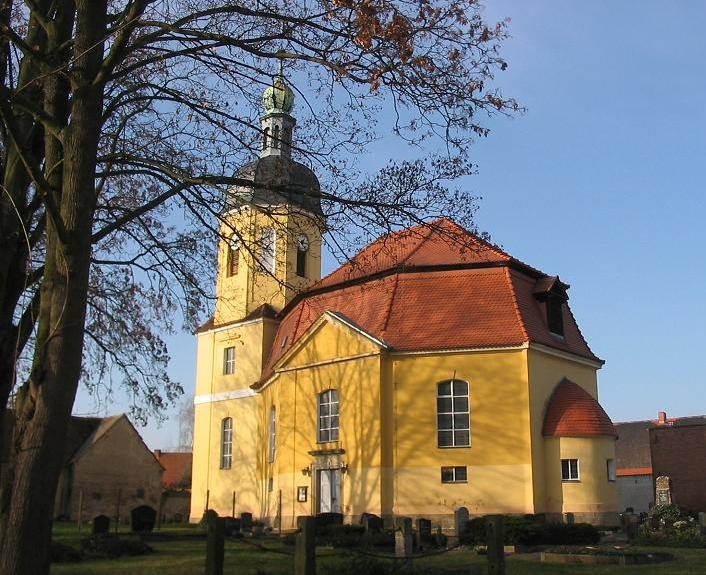
Kirche von 1746

### Evangelische Kirche
Die evangelische Kirche St. Bonifatius wurde von 1742 bis 1746 erbaut, nach Art einer achtseitigen Rotunde. Sie ist ein wohlproportioniertes barockes Putzbauwerk aus dem Jahr 1746 nach Entwurf von Johann Christoph Schütze. Sie ist als oktogonaler Zentralbau mit Mansarddach, halbkreisförmiger Apsis (mit Sakristeifunktion) im Osten und rechteckigem Westturm gestaltet. Der Turm ist mit Ecklisenen gegliedert und trägt einen achteckigen Aufsatz mit geschweifter Haube, Laterne und einer abschließenden Zwiebelhaube. Die Eingangsseiten im Norden und im Süden sind als Risalite mit breiten Ecklisenen und Dreiecksgiebel gestaltet. Die hohen Segmentbogenfenster sind über kleineren querrechteckigen Fenstern angeordnet.
Der Innenraum ist mit Flachdecke und Voute abgeschlossen. Von Südosten nach Nordosten umläuft eine Empore des Raum. Die Ausstattung stammt aus der Entstehungszeit. Dazu gehören der schlichte Kanzelaltar mit Pilastergliederung und seitlichen Durchgängen, die achteckige, kelchförmige Taufe, Emporen und das Gestühl. Der Orgelprospekt in den Formen der Spätgotik wurde im Jahr 1856 geschaffen. Neben dem Nordeingang ist der Inschriftgrabstein des Siegmund Wieprecht von Zerbst († 1682) mit aufwendig reliefierter Ahnenprobe aufgestellt. Eine Bronzeglocke wurde von Carl Gustav Gottlieb Becker aus Halle im Jahr 1835 gegossen. Die Kirche ist als Offene Kirche rund um die Uhr geöffnet.

### Weitere Bauwerke
- An der Rossel befindet sich eine Wassermühle, die wahrscheinlich schon im 13. Jahrhundert entstand. Sie wurde 1976 stillgelegt. Seit kurzer Zeit bemüht sich ein Mühlenverein um ihre Restaurierung.
- An den ehemaligen Sitz des Raubrittergeschlechtes derer von Walwitz erinnern noch Mauerreste der alten Burgruine und ein Artesischer Brunnen.
- Am Ortsausgang Richtung Jeber-Bergfrieden befindet sich die 1908 erbaute und vom Heimatverein „Hundelufter Findlinge“ e. V. sanierte Schmiede.
- Altes Backhaus.
- Die katholische Kirche Mariä Himmelfahrt wurde von 1951 bis 1952 erbaut und 2024 profaniert.

## Wirtschaft und Infrastruktur
In Hundeluft befand sich eines der 25 Forstämter des Landes Sachsen-Anhalt. Im 18. und 19. Jahrhundert besaß der Ort Bedeutung u. a. durch eine Papierfabrik, eine Schmiede sowie weitere Handwerksbetriebe.

### Verkehrsanbindung
Die Landesstraße 121 (ehemals Bundesstraße 187a) von Zerbst/Anhalt nach Coswig (Anhalt) führt durch Hundeluft. In den Nachbarorten Thießen und Jeber-Bergfrieden besteht Bahnanschluss (Strecke Dessau-Roßlau – Potsdam – Berlin). In zehn Kilometern Entfernung liegt der Autobahnanschluss „Köselitz“ (A 9 Berlin – München).